# Santa Catarina Mita
Santa Catarina Mita – niewielka miejscowość w południowo-wschodniej Gwatemali, w departamencie Jutiapa, około 33 km na północny wschód od stolicy departamentu, miasta Jutiapa, oraz około 25 km na zachód od granicy z Salwadorem. Miasto leży na wyżynie u podnóża gór Sierra Madre de Chiapas, na wysokości 738 m n.p.m. Według danych szacunkowych w 2012 roku liczba ludności miasta wyniosła 9387  mieszkańców. 

## Gmina Santa Catarina Mita
Jest siedzibą władz gminy o tej samej nazwie, która w 2012 roku liczyła 24 129 mieszkańców.  Gmina jak na warunki Gwatemali jest mała, a jej powierzchnia obejmuje 132 km². Gmina ma charakter rolniczy.    